# Franck Hassli
Franck Hassli (ur. 13 września 1988) – francuski i od 2012 roku monakijski zapaśnik walczący w stylu klasycznym. Zajął 24. miejsce na mistrzostwach świata w 2015. Zdobył cztery medale na mistrzostwach śródziemnomorskich, złoty w 2015 roku.
Mistrz Francji w 2008, drugi w 2007 i trzeci w 2006, 2011 i 2012